# Луана Чърчил
Луана Чърчил (на английски: Luanna Churchill) е съвместен псевдоним американските писатели, семейна двойка, Фрида Домен (на английски: Frieda Dughman) и Джон Домен (на английски: John Dughman), които са автори на произведения в жанра трилър, романтичен трилър и любовен роман.
Двамата пишат под различни псевдоними радио-пиеси, романи и разкази.

## Произведения

### Самостоятелни романи
- Macabre Mansion (1973)
- Craven Castle (1973)
- Wraithwood (1974)
- Witch Haven (1974)
- Shades and Shadows (1974)
- Съкровището, Glowering Gables (1974)
- Bride of the Unliving (1974)
- Night without Stars (1975)
- Death Rides a black Steed (1975)
- Grinning Ghoul (1975)